# Casa Pitti
La casa Pitti  è un edificio storico del centro di Firenze, zona Oltrarno, situato in via Santo Spirito 15. Il palazzo appare nell'elenco redatto nel 1901 dalla Direzione Generale delle Antichità e Belle Arti, quale edificio monumentale da considerare patrimonio artistico nazionale, ed è tutelato da vincolo architettonico dal 1914.

## Storia e descrizione

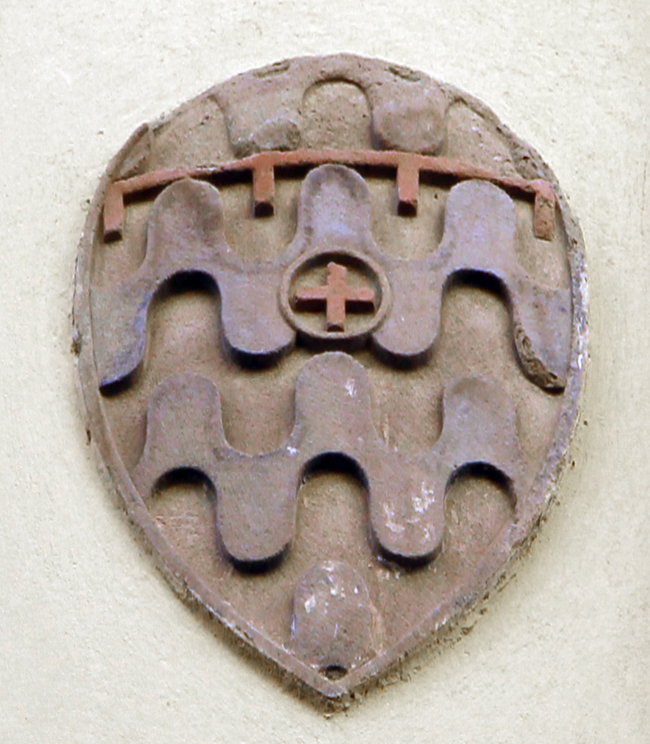
Stemma Pitti in facciata

L'edificio è stato per lo più noto nell'Ottocento con la denominazione di casa Bucciolini (o Bocciolini), ma vanta un'originaria proprietà dei Pitti. Indicato come opera del Cinquecento (che comunque si deve necessariamente supporre abbia inglobato ben più antiche preesistenze), si è a lungo distinto per la presenza di pitture murali di Bernardino Poccetti sulla facciata. Al tempo di Federico Fantozzi quest'opera, ancora integra, era considerata "forse una delle più belle che quell'artista dipingesse". Annota Mazzino Fossi: "Appartiene alla seconda metà del Cinquecento ed è un notevole esempio di architettura civile di quel periodo di grande espansione edilizia sotto il segno del recente granducato mediceo. L'attuale ultimo piano è un rialzamento posteriore, forse del XIX secolo. La facciata era decorata (e questo era uno dei pregi di maggior originalità del palazzo) da affreschi del Poccetti; questi, in cattive condizioni, sono stati staccati e restaurati e infine posti nella zona ingresso scale dell'edificio. Notevole l'attuale ingresso seicentesco, con l'invito della scala a balaustri di ottima forma e fattura. Uno dei dipinti rappresenta il palazzo Pitti, quello grande, come era in antico". 
Sul fronte, a tre assi, segnato al piano terreno da un portone con cornice e architrave in pietra serena affiancato da due passaggi carrabili oggi accessi ad esercizi commerciali, ricorrono in alto due scudi con l'arme dei Pitti (fasciato di nero e d'argento, al lambello a quattro pendenti di rosso attraversante in capo, con la crocetta di rosso posta in cuore sulla pezza centrale d'argento). 
Il palazzo fu restaurato nel 1967 e l'intervento, comprendente come già indicato lo stacco delle decorazioni pittoriche, premiato dalla Fondazione Giulio Marchi nel 1969. Un ulteriore intervento di restauro e tinteggiatura è stato operato in tempi più recenti.